# إليدر ألفاريز
إليدر ألفاريز (بالإسبانية: Eleider Alvarez) مواليد 8 أبريل 1984 في كولومبيا، هو ملاكم محترف كولومبي يصنف ضمن فئة الوزن الثقيل. شارك في دورة الألعاب الأولمبية الصيفية سنة 2008. حقق الميدالية الذهبية في دورة الألعاب الأمريكية 2007.

## إحصائيات
خاض خلال مسيرته 25 نزالا، فاز في 24 ولم يتعادل ولم يخسر. فاز بالضربة القاضية في 12 نزالا.

## الميداليات
| الميدالية | المسابقة                    |
| --------- | --------------------------- |
| ذهبية     | دورة الألعاب الأمريكية 2007 |

## روابط خارجية
- إليدر ألفاريز على موقع بوكس ريك (الإنجليزية) (registration required)
- إليدر ألفاريز على موقع اللجنة الأولمبية الدولية (الإنجليزية)
- إليدر ألفاريز على موقع أوليمبيديا (الإنجليزية)